# John Swartzwelder
John Joseph Swartzwelder Jr. (8 de febrero de 1949) es un guionista y novelista estadounidense, principalmente reconocido por su trabajo en la serie animada Los Simpson, y por su gran número de novelas escritas. Es el guionista de Los Simpson que más episodios ha escrito (55 en total, además de sus contribuciones en otros cuatro). Swartzwelder comenzó a formar parte de la serie por un anuncio publicado en la revista de George Meyer, Army Man.

## Carrera
Antes de trabajar en Los Simpson, Swartzwelder tuvo una larga carrera en publicidad, después de comenzar a hacer guiones para el programa televisivo Saturday Night Live, en donde conoció a George Meyer. Después de la renuncia de Meyer, este creó la revista Army Man y llamó a Swartzwelder para que lo ayudase a escribir la revista. Junto con Meyer, fue convocado para escribir episodios para Los Simpson, ya que uno de los lectores de la revista era Sam Simon, uno de los productores del programa. 
En 1994, mientras se emitía la sexta temporada, Swartzwelder ya tenía un trato especial, y le fue permitido dejar de asistir a los estudios de la serie para escribir sus diálogos. Simplemente los enviaba desde su hogar, y los otros escritores eran los encargados de revisarlos.
Según sus colaboradores en Los Simpson, Al Jean y Mike Reiss, Swartzwelder es un gran fanático de las películas de  Preston Sturges y ama todo lo que sea americano y «de los viejos tiempos». Esto logra explicar la temática que elige Swartzwelder para hacer sus episodios: la mayoría de ellos tratan sobre la era de las prohibiciones, ferias, jugadores de béisbol del siglo XIX, estrellas de películas wéstern, y mafiosos de la mafia siciliana. 
Según los comentarios de DVD, Swartzwelder solía escribir episodios sentado a una mesa en una cafetería «bebiendo grandes cantidades de café y fumando interminables cigarrillos». Cuando California decretó su ley antitabaco, en la cual se prohíbe fumar en lugares públicos, Swartzwelder abandonó la cafetería y comenzó a escribir en su hogar. 
En un punto su identidad fue muy debatida entre los fanáticos de Los Simpson en la Internet. Como es un escritor que trabaja desde su casa, Swartzwelder no apareció en los comentarios de DVD a partir de la octava temporada, e incluso se ha llegado a cuestionar si John Swartzwelder no es más que un seudónimo, y que fue usado para no recibir crédito por su trabajo en Los Simpson.
Swartzwelder es también una persona liberal en muchos sentidos, entre ellos la tenencia de armas, y, a pesar de haber escrito muchos episodios a favor del medio ambiente, ha sido descrito como un «antimedio ambiente». David X. Cohen una vez relató una historia en la que Swartzwelder dio un intenso discurso sobre por qué hay más bosques tropicales sobre la Tierra en la actualidad que hace cien años.
Swartzwelder dejó de escribir episodios para Los Simpson desde la decimosexta temporada (2004-05), y su último episodio escrito fue "The Regina Monologues". Cuando dejó de escribir guiones se dedicó a ser novelista, comenzando en 2004 con la publicación The Time Machine Did It, cuyo protagonista es el detective privado Frank Burly. Hasta 2023 llevaba doce libros publicados de dicha serie. En 2007 Swartzwelder regresó a Los Simpson para colaborar con el guion de Los Simpson: la película.

## Vida privada
Swartzwelder vive encerrado en su hogar y muy raramente hace apariciones públicas que tienen que ver con su participación en Los Simpson. No participó en ninguno de los comentarios de audio de las primeras ocho temporadas de la serie en DVD. En el comentario del episodio "The Cartridge Family", de la novena temporada, Mike Scully llamó a Swartzwelder por teléfono. Después de hablar unos minutos, Swartzwelder cortó la llamada diciendo: «¡Qué pena que este no sea el verdadero John Swartzwelder!».